# Indeo
Indeo är en videostandard från Intel, som numera ägs av Ligos. I version 3.1 medgav den en upplösning på 320x340 punkter samt en hastighet på 30 bilder/sekund. Den dåliga upplösningen medför att den ej är lämplig för filmer i fullskärm. 1997 var man uppe i version 5.01. Senare versioner av standarden stöds inte av någon videodekoder med öppen källkod, då videostandarden är proprietär.
Indeo video stöder officiellt endast Windows 95, 98, 2000 och XP. Det går att få att fungera i andra 32-bitars operativsystem (t.ex. Windows Vista och Linux), men inte 64-bitars operativsystem.